# Elitserien i speedway
Elitserien i speedway är sedan 1982 den högsta serienivån för i speedway i Sverige då den dåvarande Allsvenskan bytte namn till Elitserien.
Sedan säsongen 2020 går serien i sponsorsammanhang under namnet Bauhausligan, då företaget Bauhaus är huvudsponsor för ligan.

## Upplägg

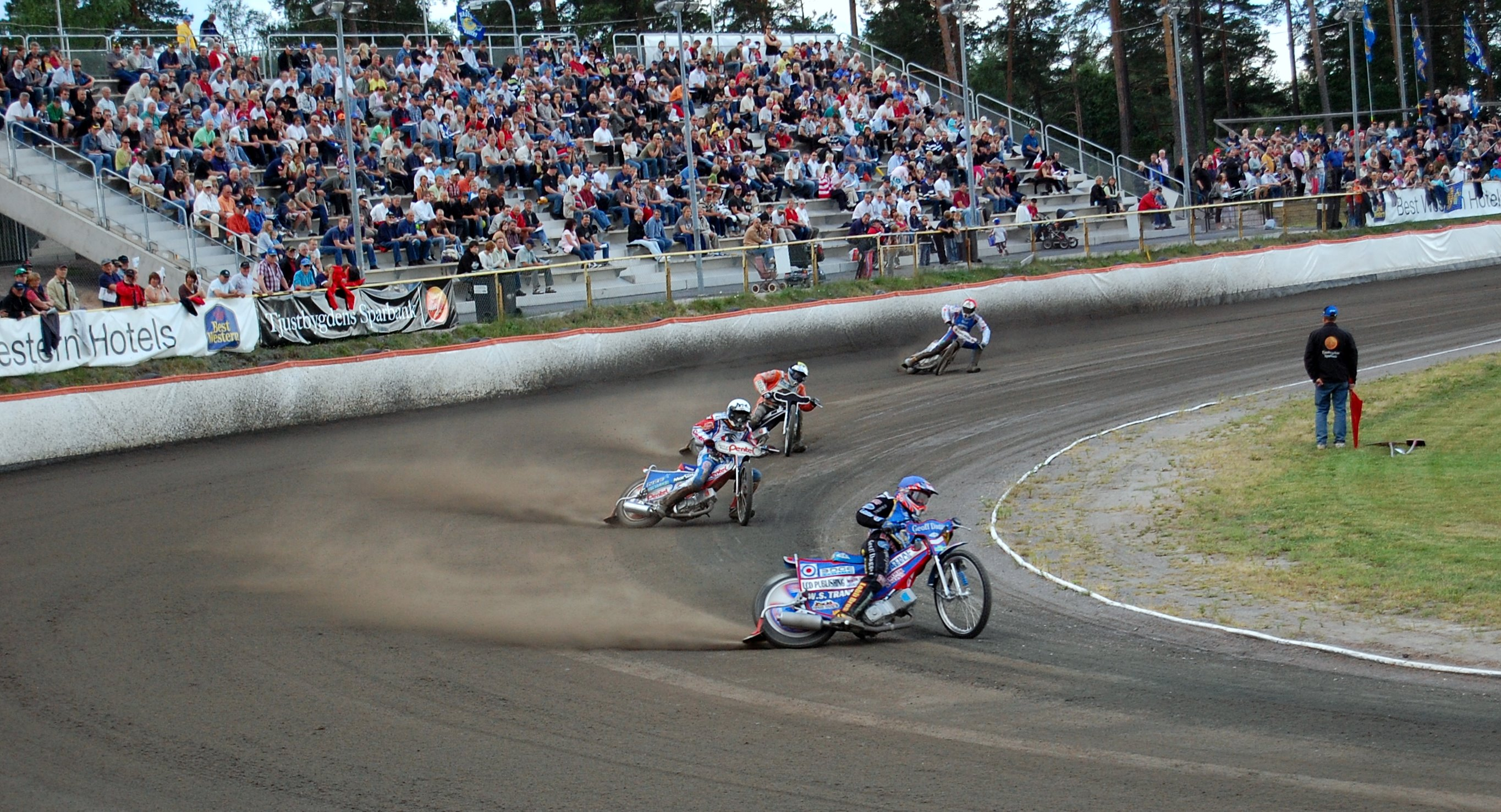
Västervik Speedway–Indianerna under en serieomgång i juni 2007.

Lagen möts hemma och borta i en serie, som pågår från våren till den tidiga hösten. Tidigare blev seriesegraren automatiskt svenska mästare, men sedan år 2000 följs grundserien av ett slutspel med semifinaler och finaler, där lagen möts hemma och borta. Åren 2007–2019 tillämpades även kvartsfinaler.
De flesta serieomgångarna i Sverige körs tisdagar. Eftersom vissa förare kör i fler serier är förenligt med överenskommelser på internationell nivå.

## Ekonomi
Flera klubbar har i många år haft ekonomiska problem, vilket bland annat resulterat i konkurser, tvångsnedflyttningar och frivilliga återbud. I oktober 2008 blossade en diskussion om att stänga serien för utländska förare, för att inspirera till anlitandet av egna unga förare framför dyrare nyförvärv, upp.
Inför 2009 års säsong beslöt sig Hammarby Speedway för att dra sig ur Elitserien, och nio lag återstod. Halvvägs genom säsongen gick Eskilstunaklubben Smederna i konkurs så klubbens resultat ströks. Därmed återstod åtta lag resten av säsongen.
2009 beslutade Svenska Motorcykel- och Snöskoterförbundet, då de närmast föregående åren präglats av ekonomiska problem, att stänga serien från säsongen 2011. Redan inför säsongen 2010 blir den ekonomiska kontrollen hårdare då klubbarna skall skicka in halvårsbokslut.
Den 7 september 2010 meddelade Rospiggarna att klubben frivilligt lämnar Elitserien, främst på grund av ekonomiska problem.
2012 meddelar Valsarna att klubben frivilligt lämnar Elitserien; senare gick klubben i konkurs.
Den 27 september 2010 beslutades att serien från 2011 skulle ha endast åtta lag.
Vargarna lämnade frivilligt Elitserien den 9 september 2014 (då klubben inte hade råd att tävla i serien). Senare beslutade Svemo att Elitserien 2015 endast kommer att bestå av sju lag och att inget lag kommer att åka ur serien.
Den 18 september 2017 beslutade Svemo att Elitserien stängs som liga inför säsong 2018, vilket innebär att inget lag kan åka ur ligan. Lag från Allsvenskan får ansöka om en plats i Elitserien inför kommande säsong. 

## Klubbar (2023)
| Lag                 | Förening           | Ort        | Hemmaarena                      | Hemsida                          |
| ------------------- | ------------------ | ---------- | ------------------------------- | -------------------------------- |
| Dackarna            | Målilla MK         | Målilla    | Skrotfrag Arena                 | https://www.dackarna.nu/         |
| Indianerna          | Kumla MSK          | Kumla      | Kumla Motorstadion              | http://indianerna.nu/            |
| Eskilstuna Smederna | Smederna SF        | Eskilstuna | Eskilstuna motorstadion         | http://eskilstunasmederna.se/    |
| Lejonen             | Gislaveds MK       | Gislaved   | NTEX Arena                      | http://www.lejonen.se/           |
| Västervik Speedway  | Västervik Speedway | Västervik  | Stena Arena                     | http://www.vastervikspeedway.se/ |
| Piraterna           | SMK Motala SK      | Motala     | Motala Arena                    | http://www.piraterna.se/         |
| Rospiggarna         | Rospiggarna SK     | Hallstavik | HZ Bygg Arena (tidigare Parken) | http://www.rospiggarna.nu/       |

| Pl. | Lag                 | Ma | V | O | F | PF - PA   | PD   | P  |
| --- | ------------------- | -- | - | - | - | --------- | ---- | -- |
| 1   | Västervik           | 12 | 9 | 0 | 3 | 604 - 476 | 128  | 18 |
| 2   | Dackarna            | 12 | 7 | 0 | 5 | 561 - 519 | 42   | 14 |
| 3   | Piraterna           | 12 | 6 | 0 | 6 | 522 - 546 | -24  | 12 |
| 4   | Indianerna          | 12 | 5 | 0 | 7 | 537 - 531 | 6    | 10 |
| 5   | Lejonen             | 12 | 5 | 0 | 7 | 536 - 544 | -8   | 10 |
| 6   | Eskilstuna Smederna | 12 | 5 | 0 | 7 | 533 - 547 | -14  | 10 |
| 7   | Rospiggarna         | 12 | 5 | 0 | 7 | 475 - 605 | -130 | 10 |

## Svenska mästare efter år
| Säsong | Klubb                         | Bästa förare                       | Snitt |
| ------ | ----------------------------- | ---------------------------------- | ----- |
| 1948   | Filbyterna                    |                                    |       |
| 1949   | Vargarna                      |                                    |       |
| 1950   | Filbyterna                    |                                    |       |
| 1951   | Vargarna                      |                                    |       |
| 1952   | Getingarna                    |                                    |       |
| 1953   | Vargarna                      |                                    |       |
| 1954   | Vargarna                      |                                    |       |
| 1955   | Monarkerna                    |                                    |       |
| 1956   | Monarkerna                    |                                    |       |
| 1957   | Dackarna                      |                                    |       |
| 1958   | Dackarna                      |                                    |       |
| 1959   | Dackarna                      |                                    |       |
| 1960   | Vargarna                      |                                    |       |
| 1961   | Vargarna                      |                                    |       |
| 1962   | Dackarna                      |                                    |       |
| 1963   | Getingarna                    |                                    |       |
| 1964   | Getingarna                    |                                    |       |
| 1965   | Getingarna                    |                                    |       |
| 1966   | Getingarna                    |                                    |       |
| 1967   | Getingarna                    |                                    |       |
| 1968   | Kaparna                       |                                    |       |
| 1969   | Getingarna                    |                                    |       |
| 1970   | Kaparna                       |                                    |       |
| 1971   | Bysarna                       |                                    |       |
| 1972   | Bysarna                       |                                    |       |
| 1973   | Smederna                      |                                    |       |
| 1974   | Getingarna                    |                                    |       |
| 1975   | Bysarna                       |                                    |       |
| 1976   | Njudungarna                   |                                    |       |
| 1977   | Pionjärerna                   |                                    |       |
| 1978   | Getingarna                    |                                    |       |
| 1979   | Getingarna                    |                                    |       |
| 1980   | Getingarna                    |                                    |       |
| 1981   | Getingarna                    |                                    |       |
| 1982   | Getingarna                    |                                    |       |
| 1983   | Getingarna                    |                                    |       |
| 1984   | Kaparna                       |                                    |       |
| 1985   | Getingarna                    |                                    |       |
| 1986   | Vetlanda Motorsällskap        |                                    |       |
| 1987   | Vetlanda Motorsällskap        |                                    |       |
| 1988   | Bysarna                       |                                    |       |
| 1989   | Stockholm United (Getingarna) |                                    |       |
| 1990   | Indianerna                    |                                    |       |
| 1991   | Indianerna                    |                                    |       |
| 1992   | Örnarna                       |                                    |       |
| 1993   | Örnarna                       |                                    |       |
| 1994   | Örnarna                       |                                    |       |
| 1995   | Rospiggarna                   |                                    |       |
| 1996   | Örnarna                       |                                    |       |
| 1997   | Rospiggarna                   |                                    |       |
| 1998   | Valsarna                      |                                    |       |
| 1999   | Valsarna                      |                                    |       |
| 2000   | Masarna                       |                                    |       |
| 2001   | Rospiggarna                   |                                    |       |
| 2002   | Rospiggarna                   |                                    |       |
| 2003   | Kaparna                       | Andreas Jonsson, Rospiggarna       | 2,514 |
| 2004   | VMS Elit                      | Nicki Pedersen, Smederna           | 2,383 |
| 2005   | Västervik                     | Tony Rickardsson, Masarna          | 2,481 |
| 2006   | Elit Vetlanda (VMS Elit)      | Nicki Pedersen, Bajen Speedway     | 2,506 |
| 2007   | Dackarna                      | Leigh Adams, MasarnaAvesta         | 2,676 |
| 2008   | Lejonen                       | Nicki Pedersen, Lejonen            | 2,685 |
| 2009   | Lejonen                       | Jason Crump, Elit Vetlanda         | 2,506 |
| 2010   | Elit Vetlanda                 | Rune Holta, Dackarna               | 2,476 |
| 2011   | Piraterna                     | Andreas Jonsson, Dackarna          | 2,310 |
| 2012   | Elit Vetlanda                 | Niels-Kristian Iversen, Indianerna | 2,462 |
| 2013   | Piraterna                     | Nicki Pedersen, Vargarna           | 2,317 |
| 2014   | Elit Vetlanda                 | Nicki Pedersen, Dackarna           | 2.231 |
| 2015   | Elit Vetlanda                 | Patryk Dudek, Dackarna             | 2,417 |
| 2016   | Rospiggarna                   | Bartosz Zmarzlik, Vetlanda         | 2,250 |
| 2017   | Eskilstuna Smederna           | Bartosz Zmarzlik, Vetlanda         | 2,285 |
| 2018   | Eskilstuna Smederna           | Jason Doyle, Rospiggarna           | 2,397 |
| 2019   | Eskilstuna Smederna           | Bartosz Zmarzlik, Vetlanda         | 2,791 |
| 2020   | Masarna                       | Robert Lambert, Lejonen            | 2,700 |
| 2021   | Dackarna                      | Artem Laguta, Vastervik            | 2,563 |
| 2022   | Eskilstuna Smederna           | Bartosz Zmarzlik, Lejonen          | 2,677 |
| 2023   | Dackarna                      | Bartosz Zmarzlik, Lejonen          | 2,480 |
| 2024   | Lejonen                       | ?                                  | ?     |

## Svenska mästare efter antal
- Getingarna 16 (1952, 1963, 1964, 1965, 1966, 1967, 1969, 1974, 1978, 1979, 1980, 1981, 1982, 1983, 1985, 1989)
- Elit Vetlanda (VMS Elit) 9 (1976, 1986, 1987, 2004, 2006, 2010, 2012, 2014, 2015)
- Dackarna 7 (1957, 1958, 1959, 1962, 2007, 2021, 2023)
- Vargarna 6 (1949, 1951, 1953, 1954, 1960, 1961)
- Smederna 6 (1973, 1977, 2017, 2018, 2019, 2022)
- Rospiggarna 5 (1995, 1997, 2001, 2002, 2016)
- Kaparna 4 (1968, 1970, 1984, 2003)
- Bysarna 4 (1971, 1972, 1975, 1988)
- Örnarna 4 (1992, 1993, 1994, 1996)
- Lejonen 3 (2008, 2009, 2024)
- Filbyterna 2 (1948, 1950)
- Monarkerna 2 (1955, 1956)
- Indianerna 2 (1990, 1991)
- Valsarna 2 (1998, 1999)
- Piraterna 2 (2011, 2013)
- Masarna 2 (2000, 2020)
- Västervik 1 (2005)